# Marta Bohn-Meyer
Pour les articles homonymes, voir Bohn et Meyer.
Marta Bohn-Meyer, née le 18 août 1957 à Amityville (New York) et morte le 18 septembre 2005, est une pilote d'essai et ingénieure américaine.

## Biographie
Marta Bohn-Meyer est née à Amityville. Elle était ingénieure en chef du Neil A. Armstrong Flight Research Center de la NASA à Dryden. 
Bohn-Meyer a participé à de nombreux projets de recherche au sein de la NASA ; elle a été la première femme membre d'équipage à être affectée au Lockheed SR-71, en tant que navigatrice lors d'études aérodynamique et de propulsion utilisant le SR-71 comme banc d'essai. Elle a également été chef de projet lors d'une étude sur la conception d'ailes à flux laminaire avancées utilisant l'avion General Dynamics F-16XL.

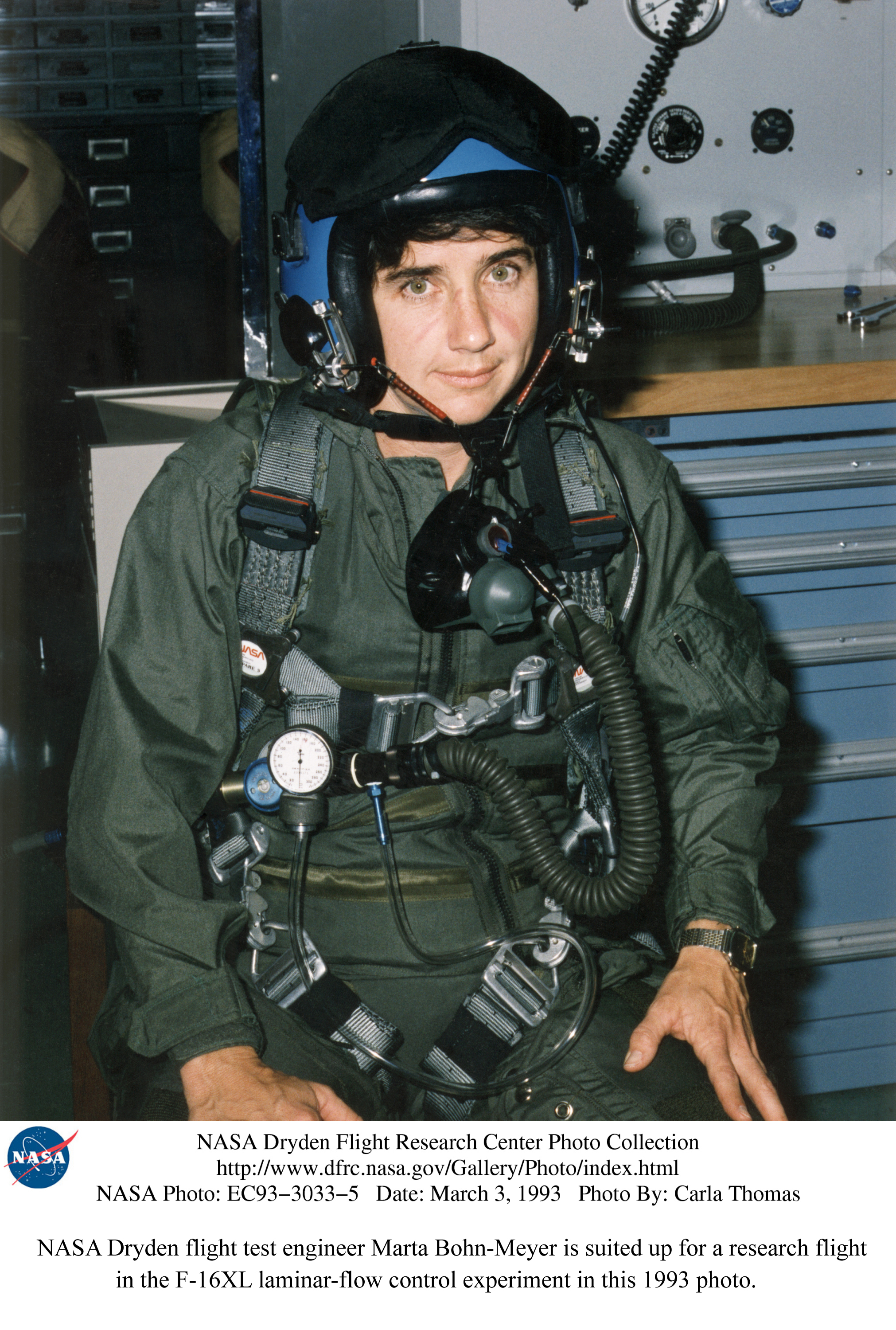
Marta Bohn-Meyer, ingénieure d'essais en vol à la NASA à Dryden, prête pour un vol de recherche dans le cadre de l'expérience de contrôle de flux laminaire du F-16XL sur cette photo de 1993.

Bohn-Meyer était une pilote accomplie de voltige aérienne illimitée et a été deux fois membre de l'équipe de voltige aérienne américaine. Elle a également occupé le poste de Team Manager en 2005. Bohn-Meyer est décédée alors qu'elle s'entraînait pour les Championnats nationaux de voltige aérienne des États-Unis en 2005, lorsque son avion de voltige, un Giles 300 s'est écrasé à Yukon, en Oklahoma, près de l'aéroport municipal Clarence E. Page. L'enquête a conclu que l'accident était due à une défaillance critique d'une charnière de la verrière de son avion. Cette défaillance l'aurait rendue inconsciente, amenant à l'accident.
Elle était mariée à Robert R. Meyer, Jr., chef de projet et ingénieur d'essais en vol à Dryden,.
Bohn-Meyer a obtenu son diplôme du Rensselaer Polytechnic Institute à Troy, New York en 1979. Elle rencontre son mari Bob Meyer à cette période, lors d'un stage à la NASA. En plus d'exceller dans sa carrière aérospatiale, Bohn-Meyer a servi de modèle et inspiré des jeunes filles intéressées par les domaines techniques. Elle se rendait souvent dans des écoles pour encourager les jeunes femmes à se diriger vers des domaines de carrières trop longtemps dominés par des hommes.

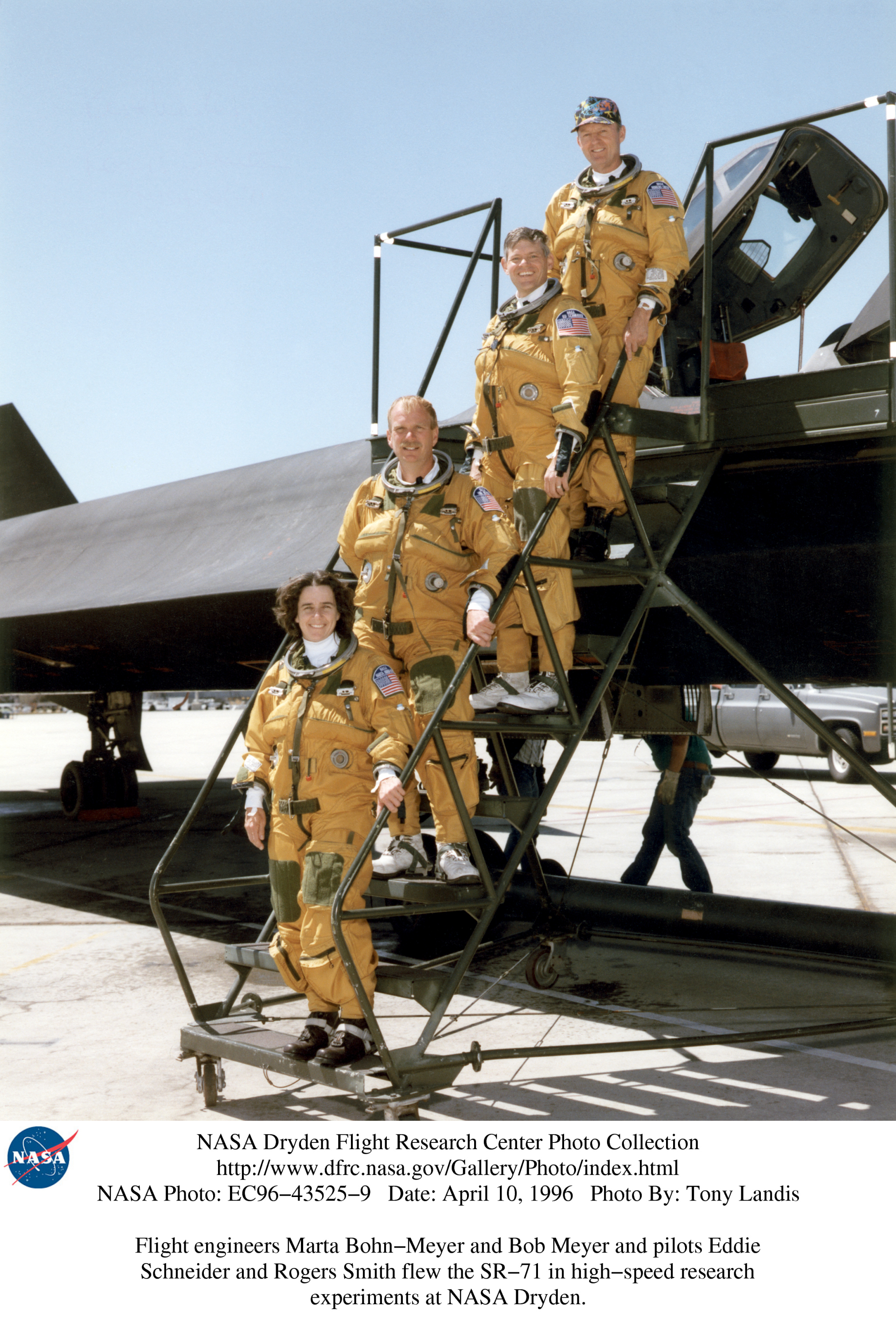
Les ingénieurs en vol Marta Bohn-Meyer et son mari Bob Meyer et les pilotes Ed Schneider et Rogers Smith ont piloté le SR-71 triple sonique dans le cadre d'expériences de recherche à grande vitesse au centre de recherche de la NASA à Dryden.